# Tournoi féminin de basket-ball aux Jeux olympiques d'été de 2020
Cet article traite de l'épreuve féminine. Pour la compétition masculine, voir Tournoi masculin de basket-ball aux Jeux olympiques d'été de 2020.
Navigation
Rio de Janeiro 2016 Paris 2024
Le tournoi féminin de basket-ball aux Jeux olympiques d'été de 2020 se tient à Tokyo, au Japon. Initialement prévu du 27 juillet au 9 août 2020, le tournoi subit le report des Jeux en 2021 en raison de la pandémie de Covid-19, il est ainsi reprogrammé du 26 juillet au 8 août 2021.
Les fédérations affiliées à la FIBA participent par le biais de leur équipe féminine aux épreuves de qualification. Onze équipes rejoignent ainsi le Japon, nation hôte de la compétition, pour s'affronter lors du tournoi final.

## Préparation de l'événement

### Lieu de la compétition
Le tournoi féminin de basket-ball, tout comme son homologue masculin, se déroule intégralement dans la Super Arena de Saitama dans le district de Chūō-ku.
| Chūō-ku, Saitama                                                       | \| Saitama Super Arena \| |
| Saitama Super Arena                                                    | \| Saitama Super Arena \| |
| Capacité : 36 500                                                      | \| Saitama Super Arena \| |
| Saitama Super arena salle de basket-ball pour les jeux olympiques 2020 | \| Saitama Super Arena \| |
| Saitama Super Arena                                                    |                           |

### Calendrier
| P | 1er tour | ¼ | Quarts de finale | ½ | Demi-finales | B | Match pour la médaille de bronze | F | Finale |

| Lun 26 | Mar 27 | Mer 28 | Jeu 29 | Ven 30 | Sam 31 | Dim 1er | Lun 2 | Mar 3 | Mer 4 | Jeu 5 | Ven 6 | Sam 7 | Dim 8 |
| ------ | ------ | ------ | ------ | ------ | ------ | ------- | ----- | ----- | ----- | ----- | ----- | ----- | ----- |
| P      | P      |        | P      | P      |        | P       | P     |       | ¼     |       | ½     | B     | F     |

## Acteurs du tournoi

### Équipes qualifiées
Chaque Comité national olympique peut engager une seule équipe dans la compétition.
Les épreuves qualificatives du tournoi féminin de basket-ball des Jeux olympiques se déroulent du 22 septembre 2018 au 9 février 2020. En tant que pays hôte, le Japon est qualifié d'office, tandis que les autres équipes passent par différents modes de qualifications continentales.
La première et unique compétition offrant une place est la Coupe du monde 2018 qui est remportée par l'équipe des États-Unis, sextuple tenante du titre olympique. En effet et contrairement aux éditions précédentes, les autres places ne sont pas attribuées aux vainqueurs des championnats continentaux mais par le biais de trois tournois de qualification olympique.
| Compétition                         | Date                   | Lieu     | Places | Qualifiés                                                       |
| ----------------------------------- | ---------------------- | -------- | ------ | --------------------------------------------------------------- |
| Pays organisateur                   | -                      | -        | 1      | Japon (10)                                                      |
| Coupe du monde 2018                 | 22 - 30 septembre 2018 | Espagne  | 1      | États-Unis (1)                                                  |
| Tournois de qualification olympique | du 6 au 9 février 2020 | Ostende  | 2      | Canada (4) Belgique (6)                                         |
| Tournois de qualification olympique | du 6 au 9 février 2020 | Bourges  | 3      | Australie (2) France (5) Porto Rico (23)                        |
| Tournois de qualification olympique | du 6 au 9 février 2020 | Belgrade | 5      | Espagne (3) Serbie (8) Chine (9) Nigeria (17) Corée du Sud (19) |
| Total                               | Total                  | Total    | 12     |                                                                 |

### Arbitres
La Fédération internationale de basket-ball a sélectionné trente arbitres pour les deux tournois masculin et féminin :
- Samir Abaakil
- Ahmed Al-Shuwaili
- Steve Anderson
- Scott Beker
- Amy Bonner
- James Boyer
- Luis Castillo
- Antonio Conde
- Juan Fernández
- Maj Forsberg
- Alexander Glišić
- Gizella Györgyi
- Matthew Kallio
- Takaki Kato
- Mārtiņš Kozlovskis
- Leandro Lezcano
- Guilherme Locatelli
- Maripier Malo
- Manuel Mazzoni
- Yevgeniy Mikheyev
- Rabah Moujaim
- Kingsley Ojeaburu
- Ferdinand Pascual
- Yohan Rosso
- Andreja Silva
- Luis Vázquez
- Michael Weiland
- Yener Yılmaz
- Yu Jung
- Ademira Zurapović

### Joueuses
Le tournoi féminin est un tournoi international sans aucune restriction d'âge. Chaque nation doit présenter une équipe de 12 joueuses toutes titulaires, dont l'une peut être une joueuse naturalisée. Les douze joueuses peuvent être présentes sur chaque feuille de match.

### Tirage au sort
Le tirage au sort déterminant la composition des trois groupes du premier tour a eu lieu le 2 février 2021 à Mies en Suisse au siège social de la FIBA.
| Pot 1      | Pot 2    | Pot 3  | Pot 4        |
| ---------- | -------- | ------ | ------------ |
| États-Unis | Canada   | Serbie | Nigeria      |
| Australie  | France   | Chine  | Corée du Sud |
| Espagne    | Belgique | Japon  | Porto Rico   |

| Groupe A          | Groupe B        | Groupe C        |
| ----------------- | --------------- | --------------- |
| (A1) Espagne      | (B1) États-Unis | (C1) Australie  |
| (A2) Canada       | (B2) France     | (C2) Belgique   |
| (A3) Serbie       | (B3) Nigeria    | (C3) Chine      |
| (A4) Corée du Sud | (B4) Japon      | (C4) Porto Rico |

## Premier tour

### Format de la compétition
Les douze équipes qualifiées sont réparties en trois groupes de quatre. Chaque équipe marque deux points en cas de victoire, un point en cas de défaite et de défaite par défaut (l'équipe est réduite à deux joueurs sur le terrain) et zéro point en cas de forfait (impossibilité pour une équipe d'aligner cinq joueurs au départ du match).
Pour départager les équipes à la fin des matchs de poule, en cas d'égalité de points, le CIO a décidé d'appliquer les critères de la FIBA. Les équipes sont départagées suivant les critères suivants (dans l'ordre):
1. résultat des matchs particuliers ;
2. différence entre paniers marqués et encaissés entre les équipes concernées ;
3. différence entre paniers marqués et encaissés de tous les matchs joués ;
4. plus grand nombre de paniers marqués.

Les équipes terminant aux deux premières places de chaque groupe ainsi que les deux meilleurs troisièmes sont qualifiées pour le tournoi final à élimination directe.
Légende
- Qualifié pour les quarts de finale
- Possiblement qualifié en tant que meilleurs troisièmes
- Éliminé du tournoi olympique

### Groupe A

#### Classement
| Rang | Équipe       | Pts | J | G | P | Pp  | Pc  | Diff |
| ---- | ------------ | --- | - | - | - | --- | --- | ---- |
| 1    | Espagne      | 6   | 3 | 3 | 0 | 234 | 205 | 29   |
| 2    | Serbie       | 5   | 3 | 2 | 1 | 207 | 214 | -7   |
| 3    | Canada       | 4   | 3 | 1 | 2 | 208 | 201 | 7    |
| 4    | Corée du Sud | 3   | 3 | 0 | 3 | 183 | 212 | -29  |

#### Matchs
| 26 juillet 2021 10 h 00 (UTC+09:00) | Rapport | Corée du Sud                                                       | 69-73                               | Espagne                                                          |  | Saitama Super Arena, Tokyo Arbitres : Ferdinand Pascual Andreia Silva Kingsley Ojeaburu |
| 26 juillet 2021 10 h 00 (UTC+09:00) | Rapport | Score par quart-temps : 15-16, 20-17, 18-21, 16-19                 |                                     |                                                                  |  | Saitama Super Arena, Tokyo Arbitres : Ferdinand Pascual Andreia Silva Kingsley Ojeaburu |
| 26 juillet 2021 10 h 00 (UTC+09:00) | Rapport | Score par mi-temps : 35-33, 34-40                                  |                                     |                                                                  |  | Saitama Super Arena, Tokyo Arbitres : Ferdinand Pascual Andreia Silva Kingsley Ojeaburu |
| 26 juillet 2021 10 h 00 (UTC+09:00) | Rapport | Kang Lee-seul, 26 Park Ji-su, 10 Park Hye-jin, 5 Kang Lee-seul, 23 | Points Rebonds Passes d. Évaluation | Astou Ndour, 28 Laura Gil, 14 Cristina Ouviña, 8 Astou Ndour, 30 |  | Saitama Super Arena, Tokyo Arbitres : Ferdinand Pascual Andreia Silva Kingsley Ojeaburu |

| 26 juillet 2021 17 h 20 (UTC+09:00) | Rapport | Serbie                                                                | 72-68                               | Canada                                                            |  | Saitama Super Arena, Tokyo Arbitres : Amy Bonner Leandro Lezcano Maj Forsberg |
| 26 juillet 2021 17 h 20 (UTC+09:00) | Rapport | Score par quart-temps : 16-13, 20-15, 9-17, 27-23                     |                                     |                                                                   |  | Saitama Super Arena, Tokyo Arbitres : Amy Bonner Leandro Lezcano Maj Forsberg |
| 26 juillet 2021 17 h 20 (UTC+09:00) | Rapport | Score par mi-temps : 36-28, 36-40                                     |                                     |                                                                   |  | Saitama Super Arena, Tokyo Arbitres : Amy Bonner Leandro Lezcano Maj Forsberg |
| 26 juillet 2021 17 h 20 (UTC+09:00) | Rapport | Sonja Vasić, 16 Ana Dabović, 6 Crvendakić, Dabović, 5 Ana Dabović, 16 | Points Rebonds Passes d. Évaluation | Nirra Fields, 19 Kia Nurse, 6 Natalie Achonwa, 5 Nirra Fields, 21 |  | Saitama Super Arena, Tokyo Arbitres : Amy Bonner Leandro Lezcano Maj Forsberg |

| 29 juillet 2021 10 h 00 (UTC+09:00) | Rapport | Canada                                                                           | 74-53                               | Corée du Sud                                                       |  | Saitama Super Arena, Tokyo Arbitres : Amy Bonner James Boyer Gizella Györgyi |
| 29 juillet 2021 10 h 00 (UTC+09:00) | Rapport | Score par quart-temps : 16-15, 17-13, 16-11, 25-14                               |                                     |                                                                    |  | Saitama Super Arena, Tokyo Arbitres : Amy Bonner James Boyer Gizella Györgyi |
| 29 juillet 2021 10 h 00 (UTC+09:00) | Rapport | Score par mi-temps : 33-28, 41-25                                                |                                     |                                                                    |  | Saitama Super Arena, Tokyo Arbitres : Amy Bonner James Boyer Gizella Györgyi |
| 29 juillet 2021 10 h 00 (UTC+09:00) | Rapport | Bridget Carleton, 18 Natalie Achonwa, 10 Natalie Achonwa, 5 Bridget Carleton, 25 | Points Rebonds Passes d. Évaluation | Park Ji-su, 15 Park Ji-su, 11 Shin, Yoon, Kim D., 3 Park Ji-su, 25 |  | Saitama Super Arena, Tokyo Arbitres : Amy Bonner James Boyer Gizella Györgyi |

| 29 juillet 2021 17 h 20 (UTC+09:00) | Rapport | Espagne                                                           | 85-70                               | Serbie                                                                                    |  | Saitama Super Arena, Tokyo Arbitres : Yohan Rosso Maj Forsberg Andreia Silva |
| 29 juillet 2021 17 h 20 (UTC+09:00) | Rapport | Score par quart-temps : 19-20, 22-24, 18-14, 26-12                |                                     |                                                                                           |  | Saitama Super Arena, Tokyo Arbitres : Yohan Rosso Maj Forsberg Andreia Silva |
| 29 juillet 2021 17 h 20 (UTC+09:00) | Rapport | Score par mi-temps : 41-44, 44-26                                 |                                     |                                                                                           |  | Saitama Super Arena, Tokyo Arbitres : Yohan Rosso Maj Forsberg Andreia Silva |
| 29 juillet 2021 17 h 20 (UTC+09:00) | Rapport | Astou Ndour, 20 Astou Ndour, 9 Cristina Ouviña, 8 Astou Ndour, 23 | Points Rebonds Passes d. Évaluation | Jelena Brooks, 16 Yvonne Anderson, 8 Crvendakić, Anderson, Dabović, 4 Yvonne Anderson, 17 |  | Saitama Super Arena, Tokyo Arbitres : Yohan Rosso Maj Forsberg Andreia Silva |

| 1er août 2021 10 h 00 (UTC+09:00) | Rapport | Canada                                                                    | 66-76                               | Espagne                                                            |  | Saitama Super Arena, Tokyo Arbitres : Yu Jung Leandro Lezcano Yevgeniy Mikheyev |
| 1er août 2021 10 h 00 (UTC+09:00) | Rapport | Score par quart-temps : 13-23, 21-17, 13-20, 19-16                        |                                     |                                                                    |  | Saitama Super Arena, Tokyo Arbitres : Yu Jung Leandro Lezcano Yevgeniy Mikheyev |
| 1er août 2021 10 h 00 (UTC+09:00) | Rapport | Score par mi-temps : 34-40, 32-36                                         |                                     |                                                                    |  | Saitama Super Arena, Tokyo Arbitres : Yu Jung Leandro Lezcano Yevgeniy Mikheyev |
| 1er août 2021 10 h 00 (UTC+09:00) | Rapport | Kia Nurse, 14 Quatre joueuses, 6 Bridget Carleton, 4 Bridget Carleton, 14 | Points Rebonds Passes d. Évaluation | Astou Ndour, 20 Astou Ndour, 11 Cristina Ouviña, 7 Astou Ndour, 35 |  | Saitama Super Arena, Tokyo Arbitres : Yu Jung Leandro Lezcano Yevgeniy Mikheyev |

| 1er août 2021 21 h 00 (UTC+09:00) | Rapport | Corée du Sud                                                             | 61-65                               | Serbie                                                                                            |  | Saitama Super Arena, Tokyo Arbitres : Amy Bonner Andreia Silva Gabriela Schaer |
| 1er août 2021 21 h 00 (UTC+09:00) | Rapport | Score par quart-temps : 10-17, 14-15, 20-18, 17-15                       |                                     |                                                                                                   |  | Saitama Super Arena, Tokyo Arbitres : Amy Bonner Andreia Silva Gabriela Schaer |
| 1er août 2021 21 h 00 (UTC+09:00) | Rapport | Score par mi-temps : 24-32, 37-33                                        |                                     |                                                                                                   |  | Saitama Super Arena, Tokyo Arbitres : Amy Bonner Andreia Silva Gabriela Schaer |
| 1er août 2021 21 h 00 (UTC+09:00) | Rapport | Park Ji-hyun, 17 Park Ji-su, 11 Park J.H., Park J.S., 5 Park Ji-hyun, 20 | Points Rebonds Passes d. Évaluation | Aleksandra Crvendakić, 15 Sonja Vasić, 10 Vasić, Crvendakić, Dabović, 4 Aleksandra Crvendakić, 23 |  | Saitama Super Arena, Tokyo Arbitres : Amy Bonner Andreia Silva Gabriela Schaer |

### Groupe B

#### Classement
| Rang | Équipe     | Pts | J | G | P | Pp  | Pc  | Diff |
| ---- | ---------- | --- | - | - | - | --- | --- | ---- |
| 1    | États-Unis | 6   | 3 | 3 | 0 | 260 | 223 | 37   |
| 2    | Japon      | 5   | 3 | 2 | 1 | 245 | 239 | 6    |
| 3    | France     | 4   | 3 | 1 | 2 | 239 | 229 | 10   |
| 4    | Nigeria    | 3   | 3 | 0 | 3 | 217 | 270 | -53  |

#### Matchs
| 27 juillet 2021 10 h 00 (UTC+09:00) | Rapport | Japon                                                              | 74-70                               | France                                                                    |  | Saitama Super Arena, Tokyo Arbitres : Maripier Malo James Boyer Yevgeniy Mikheyev |
| 27 juillet 2021 10 h 00 (UTC+09:00) | Rapport | Score par quart-temps : 13-17, 21-19, 18-13, 22-21                 |                                     |                                                                           |  | Saitama Super Arena, Tokyo Arbitres : Maripier Malo James Boyer Yevgeniy Mikheyev |
| 27 juillet 2021 10 h 00 (UTC+09:00) | Rapport | Score par mi-temps : 34-36, 40-34                                  |                                     |                                                                           |  | Saitama Super Arena, Tokyo Arbitres : Maripier Malo James Boyer Yevgeniy Mikheyev |
| 27 juillet 2021 10 h 00 (UTC+09:00) | Rapport | Saki Hayashi, 12 Himawari Akaho, 9 Rui Machida, 11 Rui Machida, 16 | Points Rebonds Passes d. Évaluation | Sandrine Gruda, 18 Sandrine Gruda, 9 Gabby Williams, 5 Sandrine Gruda, 22 |  | Saitama Super Arena, Tokyo Arbitres : Maripier Malo James Boyer Yevgeniy Mikheyev |

| 27 juillet 2021 13 h 40 (UTC+09:00) | Rapport | Nigeria                                                                        | 72-81                               | États-Unis                                                   |  | Saitama Super Arena, Tokyo Arbitres : Yu Jung Scott Beker Gizella Györgyi |
| 27 juillet 2021 13 h 40 (UTC+09:00) | Rapport | Score par quart-temps : 20-17, 12-27, 18-26, 22-11                             |                                     |                                                              |  | Saitama Super Arena, Tokyo Arbitres : Yu Jung Scott Beker Gizella Györgyi |
| 27 juillet 2021 13 h 40 (UTC+09:00) | Rapport | Score par mi-temps : 32-44, 40-37                                              |                                     |                                                              |  | Saitama Super Arena, Tokyo Arbitres : Yu Jung Scott Beker Gizella Györgyi |
| 27 juillet 2021 13 h 40 (UTC+09:00) | Rapport | Ezinne Kalu, 16 Pallas Kunaiyi-Akpanah, 9 Promise Amukamara, 4 Ezinne Kalu, 14 | Points Rebonds Passes d. Évaluation | A'ja Wilson, 19 A'ja Wilson, 13 Sue Bird, 13 A'ja Wilson, 28 |  | Saitama Super Arena, Tokyo Arbitres : Yu Jung Scott Beker Gizella Györgyi |

| 30 juillet 2021 13 h 40 (UTC+09:00) | Rapport | États-Unis                                                               | 86-69                               | Japon                                                             |  | Saitama Super Arena, Tokyo Arbitres : Yener Yılmaz Yevgeniy Mikheyev Gizella Györgyi |
| 30 juillet 2021 13 h 40 (UTC+09:00) | Rapport | Score par quart-temps : 28-30, 21-10, 16-13, 21-16                       |                                     |                                                                   |  | Saitama Super Arena, Tokyo Arbitres : Yener Yılmaz Yevgeniy Mikheyev Gizella Györgyi |
| 30 juillet 2021 13 h 40 (UTC+09:00) | Rapport | Score par mi-temps : 49-40, 37-29                                        |                                     |                                                                   |  | Saitama Super Arena, Tokyo Arbitres : Yener Yılmaz Yevgeniy Mikheyev Gizella Györgyi |
| 30 juillet 2021 13 h 40 (UTC+09:00) | Rapport | A'ja Wilson, 20 Breanna Stewart, 13 Bird, Stewart, 6 Breanna Stewart, 31 | Points Rebonds Passes d. Évaluation | Maki Takada, 15 Himawari Akaho, 8 Rui Machida, 11 Maki Takada, 14 |  | Saitama Super Arena, Tokyo Arbitres : Yener Yılmaz Yevgeniy Mikheyev Gizella Györgyi |

| 30 juillet 2021 17 h 20 (UTC+09:00) | Rapport | France                                                                  | 87-62                               | Nigeria                                                                                       |  | Saitama Super Arena, Tokyo Arbitres : Scott Beker Luis Castillo Samir Abaakil |
| 30 juillet 2021 17 h 20 (UTC+09:00) | Rapport | Score par quart-temps : 18-12, 26-15, 23-15, 20-20                      |                                     |                                                                                               |  | Saitama Super Arena, Tokyo Arbitres : Scott Beker Luis Castillo Samir Abaakil |
| 30 juillet 2021 17 h 20 (UTC+09:00) | Rapport | Score par mi-temps : 44-27, 43-35                                       |                                     |                                                                                               |  | Saitama Super Arena, Tokyo Arbitres : Scott Beker Luis Castillo Samir Abaakil |
| 30 juillet 2021 17 h 20 (UTC+09:00) | Rapport | Sandrine Gruda, 14 Gruda, Williams, 9 Alix Duchet, 5 Gabby Williams, 21 | Points Rebonds Passes d. Évaluation | Promise Amukamara, 11 Kunaiyi-A., Elonu, Nyingifa, 4 Amukamara, Kalu, 3 Promise Amukamara, 10 |  | Saitama Super Arena, Tokyo Arbitres : Scott Beker Luis Castillo Samir Abaakil |

| 2 août 2021 10 h 00 (UTC+09:00) | Rapport | Nigeria                                                                     | 83-102                              | Japon                                                               |  | Saitama Super Arena, Tokyo Arbitres : Juan Fernández Andreia Silva Yevgeniy Mikheyev |
| 2 août 2021 10 h 00 (UTC+09:00) | Rapport | Score par quart-temps : 22-30, 16-21, 19-33, 26-18                          |                                     |                                                                     |  | Saitama Super Arena, Tokyo Arbitres : Juan Fernández Andreia Silva Yevgeniy Mikheyev |
| 2 août 2021 10 h 00 (UTC+09:00) | Rapport | Score par mi-temps : 38-51, 45-51                                           |                                     |                                                                     |  | Saitama Super Arena, Tokyo Arbitres : Juan Fernández Andreia Silva Yevgeniy Mikheyev |
| 2 août 2021 10 h 00 (UTC+09:00) | Rapport | Victoria Macaulay, 18 Oderah Chidom, 7 Atonye Nyingifa, 8 Oderah Chidom, 19 | Points Rebonds Passes d. Évaluation | Saki Hayashi, 23 Himawari Akaho, 7 Rui Machida, 15 Saki Hayashi, 23 |  | Saitama Super Arena, Tokyo Arbitres : Juan Fernández Andreia Silva Yevgeniy Mikheyev |

| 2 août 2021 13 h 40 (UTC+09:00) | Rapport | France                                                                   | 82-93                               | États-Unis                                                        |  | Saitama Super Arena, Tokyo Arbitres : Manuel Mazzoni Ferdinand Pascual Gabriela Schaer |
| 2 août 2021 13 h 40 (UTC+09:00) | Rapport | Score par quart-temps : 22-19, 22-31, 23-21, 15-22                       |                                     |                                                                   |  | Saitama Super Arena, Tokyo Arbitres : Manuel Mazzoni Ferdinand Pascual Gabriela Schaer |
| 2 août 2021 13 h 40 (UTC+09:00) | Rapport | Score par mi-temps : 44-50, 38-43                                        |                                     |                                                                   |  | Saitama Super Arena, Tokyo Arbitres : Manuel Mazzoni Ferdinand Pascual Gabriela Schaer |
| 2 août 2021 13 h 40 (UTC+09:00) | Rapport | Endéné Miyem, 15 Sandrine Gruda, 6 Marine Johannès, 7 Sandrine Gruda, 15 | Points Rebonds Passes d. Évaluation | A'ja Wilson, 22 Wilson, Stewart, 7 Jewell Loyd, 8 A'ja Wilson, 32 |  | Saitama Super Arena, Tokyo Arbitres : Manuel Mazzoni Ferdinand Pascual Gabriela Schaer |

### Groupe C

#### Classement
| Rang | Équipe     | Pts | J | G | P | Pp  | Pc  | Diff |
| ---- | ---------- | --- | - | - | - | --- | --- | ---- |
| 1    | Chine      | 6   | 3 | 3 | 0 | 247 | 191 | 56   |
| 2    | Belgique   | 5   | 3 | 2 | 1 | 234 | 196 | 38   |
| 3    | Australie  | 4   | 3 | 1 | 2 | 240 | 230 | 10   |
| 4    | Porto Rico | 3   | 3 | 0 | 3 | 176 | 280 | -104 |

#### Matchs
| 27 juillet 2021 17 h 20 (UTC+09:00) | Rapport | Australie                                                              | 70-85                               | Belgique                                                                   |  | Saitama Super Arena, Tokyo Arbitres : Juan Fernández Amy Bonner Yener Yılmaz |
| 27 juillet 2021 17 h 20 (UTC+09:00) | Rapport | Score par quart-temps : 17-21, 24-16, 16-19, 13-29                     |                                     |                                                                            |  | Saitama Super Arena, Tokyo Arbitres : Juan Fernández Amy Bonner Yener Yılmaz |
| 27 juillet 2021 17 h 20 (UTC+09:00) | Rapport | Score par mi-temps : 41-37, 29-48                                      |                                     |                                                                            |  | Saitama Super Arena, Tokyo Arbitres : Juan Fernández Amy Bonner Yener Yılmaz |
| 27 juillet 2021 17 h 20 (UTC+09:00) | Rapport | Ezi Magbegor, 20 Cayla George, 10 Leilani Mitchell, 7 Ezi Magbegor, 21 | Points Rebonds Passes d. Évaluation | Emma Meesseman, 32 Emma Meesseman, 9 Julie Allemand, 11 Emma Meesseman, 39 |  | Saitama Super Arena, Tokyo Arbitres : Juan Fernández Amy Bonner Yener Yılmaz |

| 27 juillet 2021 21 h 00 (UTC+09:00) | Rapport | Porto Rico                                                                | 55-97                               | Chine                                                |  | Saitama Super Arena, Tokyo Arbitres : Takaki Kato Maj Forsberg Samir Abaakil |
| 27 juillet 2021 21 h 00 (UTC+09:00) | Rapport | Score par quart-temps : 17-32, 9-21, 13-18, 16-26                         |                                     |                                                      |  | Saitama Super Arena, Tokyo Arbitres : Takaki Kato Maj Forsberg Samir Abaakil |
| 27 juillet 2021 21 h 00 (UTC+09:00) | Rapport | Score par mi-temps : 26-53, 29-44                                         |                                     |                                                      |  | Saitama Super Arena, Tokyo Arbitres : Takaki Kato Maj Forsberg Samir Abaakil |
| 27 juillet 2021 21 h 00 (UTC+09:00) | Rapport | Pamela Rosado, 14 Isalys Quiñones, 5 Jazmon Gwathmey, 4 Pamela Rosado, 17 | Points Rebonds Passes d. Évaluation | Li Yueru, 21 Han Xu, 14 Huang Sijing, 7 Li Yueru, 31 |  | Saitama Super Arena, Tokyo Arbitres : Takaki Kato Maj Forsberg Samir Abaakil |

| 30 juillet 2021 10 h 00 (UTC+09:00) | Rapport | Belgique                                                                   | 87-52                               | Porto Rico                                                                     |  | Saitama Super Arena, Tokyo Arbitres : Maripier Malo Yu Jung Kingsley Ojeaburu |
| 30 juillet 2021 10 h 00 (UTC+09:00) | Rapport | Score par quart-temps : 23-16, 20-8, 17-13, 27-15                          |                                     |                                                                                |  | Saitama Super Arena, Tokyo Arbitres : Maripier Malo Yu Jung Kingsley Ojeaburu |
| 30 juillet 2021 10 h 00 (UTC+09:00) | Rapport | Score par mi-temps : 43-24, 44-28                                          |                                     |                                                                                |  | Saitama Super Arena, Tokyo Arbitres : Maripier Malo Yu Jung Kingsley Ojeaburu |
| 30 juillet 2021 10 h 00 (UTC+09:00) | Rapport | Emma Meesseman, 26 Emma Meesseman, 15 Julie Allemand, 7 Emma Meesseman, 41 | Points Rebonds Passes d. Évaluation | Jazmon Gwathmey, 20 Gwathmey, Meléndez, 5 Pamela Rosado, 5 Jazmon Gwathmey, 11 |  | Saitama Super Arena, Tokyo Arbitres : Maripier Malo Yu Jung Kingsley Ojeaburu |

| 30 juillet 2021 21 h 00 (UTC+09:00) | Rapport | Chine                                               | 76-74                               | Australie                                                         |  | Saitama Super Arena, Tokyo Arbitres : Matthew Kallio Maj Forsberg Ahmed Al-Shuwaili |
| 30 juillet 2021 21 h 00 (UTC+09:00) | Rapport | Score par quart-temps : 27-19, 11-19, 17-9, 21-27   |                                     |                                                                   |  | Saitama Super Arena, Tokyo Arbitres : Matthew Kallio Maj Forsberg Ahmed Al-Shuwaili |
| 30 juillet 2021 21 h 00 (UTC+09:00) | Rapport | Score par mi-temps : 38-38, 38-36                   |                                     |                                                                   |  | Saitama Super Arena, Tokyo Arbitres : Matthew Kallio Maj Forsberg Ahmed Al-Shuwaili |
| 30 juillet 2021 21 h 00 (UTC+09:00) | Rapport | Wang Siyu, 20 Shao Ting, 8 Li Meng, 7 Wang Siyu, 21 | Points Rebonds Passes d. Évaluation | Ezi Magbegor, 15 Cayla George, 5 Katie Ebzery, 4 Ezi Magbegor, 19 |  | Saitama Super Arena, Tokyo Arbitres : Matthew Kallio Maj Forsberg Ahmed Al-Shuwaili |

| 2 août 2021 17 h 20 (UTC+09:00) | Rapport | Chine                                              | 74-62                               | Belgique                                                                |  | Saitama Super Arena, Tokyo Arbitres : Leandro Lezcano Yener Yilmaz Maj Forsberg |
| 2 août 2021 17 h 20 (UTC+09:00) | Rapport | Score par quart-temps : 17-21, 21-16, 21-15, 15-10 |                                     |                                                                         |  | Saitama Super Arena, Tokyo Arbitres : Leandro Lezcano Yener Yilmaz Maj Forsberg |
| 2 août 2021 17 h 20 (UTC+09:00) | Rapport | Score par mi-temps : 38-37, 36-25                  |                                     |                                                                         |  | Saitama Super Arena, Tokyo Arbitres : Leandro Lezcano Yener Yilmaz Maj Forsberg |
| 2 août 2021 17 h 20 (UTC+09:00) | Rapport | Li Yueru, 14 Li Yueru, 8 Wang Siyu, 6 Li Yueru, 17 | Points Rebonds Passes d. Évaluation | Emma Meesseman, 24 Emma Meesseman, 7 Kim Mestdagh, 5 Emma Meesseman, 30 |  | Saitama Super Arena, Tokyo Arbitres : Leandro Lezcano Yener Yilmaz Maj Forsberg |

| 2 août 2021 21 h 00 (UTC+09:00) | Rapport | Australie                                                                 | 96-69                               | Porto Rico                                                                      |  | Saitama Super Arena, Tokyo Arbitres : Aleksandar Glisic Luis Castillo Gabriela Schaer |
| 2 août 2021 21 h 00 (UTC+09:00) | Rapport | Score par quart-temps : 22-24, 23-20, 23-8, 28-17                         |                                     |                                                                                 |  | Saitama Super Arena, Tokyo Arbitres : Aleksandar Glisic Luis Castillo Gabriela Schaer |
| 2 août 2021 21 h 00 (UTC+09:00) | Rapport | Score par mi-temps : 45-44, 51-25                                         |                                     |                                                                                 |  | Saitama Super Arena, Tokyo Arbitres : Aleksandar Glisic Luis Castillo Gabriela Schaer |
| 2 août 2021 21 h 00 (UTC+09:00) | Rapport | Marianna Tolo, 26 Marianna Tolo, 17 Leilani Mitchell, 6 Marianna Tolo, 41 | Points Rebonds Passes d. Évaluation | Jazmon Gwathmey, 26 Gibson, Gwathmey, 6 Meléndez, Rosado, 3 Jazmon Gwathmey, 18 |  | Saitama Super Arena, Tokyo Arbitres : Aleksandar Glisic Luis Castillo Gabriela Schaer |

### Répartition des deuxièmes et troisièmes dans les pots des quarts de finale
Le meilleur deuxième est versé dans le pot D avec les premiers de poules et est tête de série, mais ne pourra rencontrer une équipe classée troisième de poule en quart de finale.
Les deux meilleurs troisièmes sont qualifiés en quart de finale et versés dans le pot E. Le plus mauvais troisième est éliminé.
| Rang | Équipe        | Pts | J | G | P | Pp  | Pc  | Diff |
| ---- | ------------- | --- | - | - | - | --- | --- | ---- |
| 1    | [C2] Belgique | 5   | 3 | 2 | 1 | 234 | 196 | 38   |
| 2    | [B2] Japon    | 5   | 3 | 2 | 1 | 245 | 239 | 6    |
| 3    | [A2] Serbie   | 5   | 3 | 2 | 1 | 207 | 214 | -7   |

| Rang | Équipe         | Pts | J | G | P | Pp  | Pc  | Diff |
| ---- | -------------- | --- | - | - | - | --- | --- | ---- |
| 1    | [C3] Australie | 4   | 3 | 1 | 2 | 240 | 230 | 10   |
| 2    | [B3] France    | 4   | 3 | 1 | 2 | 239 | 229 | 10   |
| 3    | [A3] Canada    | 4   | 3 | 1 | 2 | 208 | 201 | 7    |

## Phase finale
Un tirage au sort, effectué après la dernière rencontre de la phase de poule, détermine le tableau de la phase finale. Les équipes sont placées dans deux chapeaux en fonction de leur classement lors du premier tour.
Les équipes classées première et la meilleure deuxième sont un premier chapeau, le second rassemblant les autres équipes classées deuxième et les deux meilleurs troisièmes. Le tirage au sort doit respecter deux limitations pour : deux équipes qui se sont déjà affrontées lors du premier tour ne peuvent s'affronter de nouveau en quart de finale et le meilleur deuxième ne peut affronter une équipe classée troisième.
| Chapeau 1       | Chapeau 2      |
| --------------- | -------------- |
| [A1] Espagne    | [A2] Serbie    |
| [B1] États-Unis | [B2] Japon     |
| [C1] Chine      | [B3] France    |
| [C2] Belgique   | [C3] Australie |

### Tableau
|  | Quarts de finale | Quarts de finale |                              |                              | Demi-finales           | Demi-finales           |    |  | Finale                       | Finale                       |
|  | Quarts de finale | Quarts de finale |                              |                              | Demi-finales           | Demi-finales           |    |  | Finale                       | Finale                       |
|  |                  |                  |                              |                              |                        |                        |    |  |                              |                              |
|  | 4 août           | 4 août           |                              |                              | 6 août                 | 6 août                 |    |  | 8 août à 11 h 30 (UTC+09:00) | 8 août à 11 h 30 (UTC+09:00) |
|  | 4 août           | 4 août           |                              |                              | 6 août                 | 6 août                 |    |  | 8 août à 11 h 30 (UTC+09:00) | 8 août à 11 h 30 (UTC+09:00) |
|  | [C3] Australie   | 55               |                              |                              | 6 août                 | 6 août                 |    |  | 8 août à 11 h 30 (UTC+09:00) | 8 août à 11 h 30 (UTC+09:00) |
|  | [C3] Australie   | 55               |                              |                              | 6 août                 | 6 août                 |    |  | 8 août à 11 h 30 (UTC+09:00) | 8 août à 11 h 30 (UTC+09:00) |
|  | [B1] États-Unis  | 79               |                              |                              | 6 août                 | 6 août                 |    |  | 8 août à 11 h 30 (UTC+09:00) | 8 août à 11 h 30 (UTC+09:00) |
|  | [B1] États-Unis  | 79               | États-Unis                   | 79                           |                        |                        |    |  | 8 août à 11 h 30 (UTC+09:00) | 8 août à 11 h 30 (UTC+09:00) |
|  | 4 août           |                  | États-Unis                   | 79                           |                        |                        |    |  | 8 août à 11 h 30 (UTC+09:00) | 8 août à 11 h 30 (UTC+09:00) |
|  |                  | Serbie           | 59                           |                              |                        |                        |    |  | 8 août à 11 h 30 (UTC+09:00) | 8 août à 11 h 30 (UTC+09:00) |
|  | [C1] Chine       | Serbie           | 59                           | 70                           |                        |                        |    |  | 8 août à 11 h 30 (UTC+09:00) | 8 août à 11 h 30 (UTC+09:00) |
|  | [C1] Chine       |                  |                              | 70                           |                        |                        |    |  | 8 août à 11 h 30 (UTC+09:00) | 8 août à 11 h 30 (UTC+09:00) |
|  | [A2] Serbie      | 77               |                              |                              |                        |                        |    |  | 8 août à 11 h 30 (UTC+09:00) | 8 août à 11 h 30 (UTC+09:00) |
|  | [A2] Serbie      | 77               | États-Unis                   | 90                           |                        |                        |    |  |                              |                              |
|  | 4 août           |                  | États-Unis                   | 90                           |                        |                        |    |  |                              |                              |
|  |                  | Japon            | 75                           |                              |                        |                        |    |  |                              |                              |
|  | [B2] Japon       | Japon            | 75                           | 86                           |                        |                        |    |  |                              |                              |
|  | [B2] Japon       | 6 août           |                              | 86                           |                        |                        |    |  |                              |                              |
|  | [C2] Belgique    | 85               |                              |                              |                        |                        |    |  |                              |                              |
|  | [C2] Belgique    | 85               | Japon                        | 87                           |                        |                        |    |  |                              |                              |
|  | 4 août           | 4 août           | Japon                        | 87                           | Match pour la 3e place | Match pour la 3e place |    |  |                              |                              |
|  | 4 août           | 4 août           |                              | France                       | Match pour la 3e place | Match pour la 3e place | 71 |  |                              |                              |
|  | [A1] Espagne     | 64               | 7 août à 16 h 00 (UTC+09:00) | 7 août à 16 h 00 (UTC+09:00) |                        |                        | 71 |  |                              |                              |
|  | [A1] Espagne     | 64               | 7 août à 16 h 00 (UTC+09:00) | 7 août à 16 h 00 (UTC+09:00) |                        |                        |    |  |                              |                              |
|  | [B3] France      | 67               |                              | Serbie                       | 76                     |                        |    |  |                              |                              |
|  | [B3] France      | 67               |                              | Serbie                       | 76                     |                        |    |  |                              |                              |
|  |                  |                  |                              |                              |                        |                        |    |  | France                       | 91                           |
|  |                  |                  |                              |                              |                        |                        |    |  | France                       | 91                           |

### Quarts de finale
| 4 août 2021 10 h 00 (UTC+09:00) | Rapport | Chine                                              | 70-77                               | Serbie                                                           |  | Saitama Super Arena, Tokyo Arbitres : Luis Castillo Maripier Malo Rabah Noujaim |
| 4 août 2021 10 h 00 (UTC+09:00) | Rapport | Score par quart-temps : 14-16, 19-19, 25-14, 12-28 |                                     |                                                                  |  | Saitama Super Arena, Tokyo Arbitres : Luis Castillo Maripier Malo Rabah Noujaim |
| 4 août 2021 10 h 00 (UTC+09:00) | Rapport | Score par mi-temps : 33-35, 37-42                  |                                     |                                                                  |  | Saitama Super Arena, Tokyo Arbitres : Luis Castillo Maripier Malo Rabah Noujaim |
| 4 août 2021 10 h 00 (UTC+09:00) | Rapport | Shao Ting, 17 Han Xu, 7 Li Yuan, 6 Shao, Han, 20   | Points Rebonds Passes d. Évaluation | Jelena Brooks, 18 Sonja Vasić, 10 Ana Dabović, 6 Sonja Vasić, 22 |  | Saitama Super Arena, Tokyo Arbitres : Luis Castillo Maripier Malo Rabah Noujaim |

| 4 août 2021 13 h 40 (UTC+09:00) | Rapport | Australie                                                                  | 55-79                               | États-Unis                                                                 |  | Saitama Super Arena, Tokyo Arbitres : Ferdinand Pascual Takaki Kato Yevgeniy Mikheyev |
| 4 août 2021 13 h 40 (UTC+09:00) | Rapport | Score par quart-temps : 12-26, 15-22, 12-20, 16-11                         |                                     |                                                                            |  | Saitama Super Arena, Tokyo Arbitres : Ferdinand Pascual Takaki Kato Yevgeniy Mikheyev |
| 4 août 2021 13 h 40 (UTC+09:00) | Rapport | Score par mi-temps : 27-48, 28-31                                          |                                     |                                                                            |  | Saitama Super Arena, Tokyo Arbitres : Ferdinand Pascual Takaki Kato Yevgeniy Mikheyev |
| 4 août 2021 13 h 40 (UTC+09:00) | Rapport | Leilani Mitchell, 14 Allen, George, 7 Leilani Mitchell, 6 Cayla George, 14 | Points Rebonds Passes d. Évaluation | Breanna Stewart, 23 Brittney Griner, 8 Chelsea Gray, 8 Breanna Stewart, 30 |  | Saitama Super Arena, Tokyo Arbitres : Ferdinand Pascual Takaki Kato Yevgeniy Mikheyev |

| 4 août 2021 17 h 20 (UTC+09:00) | Rapport | Japon                                                                             | 86-85                               | Belgique                                                                   |  | Saitama Super Arena, Tokyo Arbitres : Yu Jung Amy Bonner James Boyer |
| 4 août 2021 17 h 20 (UTC+09:00) | Rapport | Score par quart-temps : 19-16, 22-26, 20-26, 25-17                                |                                     |                                                                            |  | Saitama Super Arena, Tokyo Arbitres : Yu Jung Amy Bonner James Boyer |
| 4 août 2021 17 h 20 (UTC+09:00) | Rapport | Score par mi-temps : 41-42, 45-43                                                 |                                     |                                                                            |  | Saitama Super Arena, Tokyo Arbitres : Yu Jung Amy Bonner James Boyer |
| 4 août 2021 17 h 20 (UTC+09:00) | Rapport | Yuki Miyazawa, 21 Himawari Akaho, 7 Rui Machida, 14 Machida, Miyazawa, Takada, 20 | Points Rebonds Passes d. Évaluation | Emma Meesseman, 25 Emma Meesseman, 11 Julie Allemand, 8 Emma Meesseman, 38 |  | Saitama Super Arena, Tokyo Arbitres : Yu Jung Amy Bonner James Boyer |

| 4 août 2021 21 h 00 (UTC+09:00) | Rapport | Espagne                                                      | 64-67                               | France                                                                                 |  | Saitama Super Arena, Tokyo Arbitres : Manuel Mazzoni Andreia Silva Scott Beker |
| 4 août 2021 21 h 00 (UTC+09:00) | Rapport | Score par quart-temps : 16-21, 14-15, 18-19, 16-12           |                                     |                                                                                        |  | Saitama Super Arena, Tokyo Arbitres : Manuel Mazzoni Andreia Silva Scott Beker |
| 4 août 2021 21 h 00 (UTC+09:00) | Rapport | Score par mi-temps : 30-36, 34-31                            |                                     |                                                                                        |  | Saitama Super Arena, Tokyo Arbitres : Manuel Mazzoni Andreia Silva Scott Beker |
| 4 août 2021 21 h 00 (UTC+09:00) | Rapport | Astou Ndour, 16 Astou Ndour, 11 Laura Gil, 4 Astou Ndour, 23 | Points Rebonds Passes d. Évaluation | Marine Johannès, 18 Chartereau, Rupert, Johannès, 5 Alix Duchet, 5 Marine Johannès, 17 |  | Saitama Super Arena, Tokyo Arbitres : Manuel Mazzoni Andreia Silva Scott Beker |

### Demi-finales
| 6 août 2021 13 h 40 (UTC+09:00) | Rapport | États-Unis                                                                   | 79-59                               | Serbie                                                                |  | Saitama Super Arena, Tokyo Arbitres : Antonio Conde Yu Jung Andreia Silva |
| 6 août 2021 13 h 40 (UTC+09:00) | Rapport | Score par quart-temps : 25–12, 16–11, 17–16, 21–20                           |                                     |                                                                       |  | Saitama Super Arena, Tokyo Arbitres : Antonio Conde Yu Jung Andreia Silva |
| 6 août 2021 13 h 40 (UTC+09:00) | Rapport | Score par mi-temps : 41–23, 38–36                                            |                                     |                                                                       |  | Saitama Super Arena, Tokyo Arbitres : Antonio Conde Yu Jung Andreia Silva |
| 6 août 2021 13 h 40 (UTC+09:00) | Rapport | Brittney Griner, 15 Brittney Griner, 12 Bird, Taurasi, 4 Brittney Griner, 21 | Points Rebonds Passes d. Évaluation | Yvonne Anderson, 15 Angela Dugalić, 10 Sonja Vasić, 3 Maja Škorić, 10 |  | Saitama Super Arena, Tokyo Arbitres : Antonio Conde Yu Jung Andreia Silva |

| 6 août 2021 20 h 00 (UTC+09:00) | Rapport | Japon                                                                    | 87-71                               | France                                                                    |  | Saitama Super Arena, Tokyo Arbitres : Maripier Malo Luis Castillo Yevgeniy Mikheyev |
| 6 août 2021 20 h 00 (UTC+09:00) | Rapport | Score par quart-temps : 14–22, 27–12, 27–16, 19–21                       |                                     |                                                                           |  | Saitama Super Arena, Tokyo Arbitres : Maripier Malo Luis Castillo Yevgeniy Mikheyev |
| 6 août 2021 20 h 00 (UTC+09:00) | Rapport | Score par mi-temps : 41–34, 46–37                                        |                                     |                                                                           |  | Saitama Super Arena, Tokyo Arbitres : Maripier Malo Luis Castillo Yevgeniy Mikheyev |
| 6 août 2021 20 h 00 (UTC+09:00) | Rapport | Himawari Akaho, 17 Akaho, Miyazawa, 7 Rui Machida, 18 Himawari Akaho, 24 | Points Rebonds Passes d. Évaluation | Sandrine Gruda, 18 Gabby Williams, 8 Gabby Williams, 7 Sandrine Gruda, 19 |  | Saitama Super Arena, Tokyo Arbitres : Maripier Malo Luis Castillo Yevgeniy Mikheyev |

### Troisième place
| 7 août 2021 16 h 00 (UTC+09:00) | Rapport | Serbie                                                                     | 76-91                               | France                                                                             |  | Saitama Super Arena, Tokyo Arbitres : Juan Fernández Amy Bonner Takaki Kato |
| 7 août 2021 16 h 00 (UTC+09:00) | Rapport | Score par quart-temps : 23–19, 17–24, 16–24, 20–24                         |                                     |                                                                                    |  | Saitama Super Arena, Tokyo Arbitres : Juan Fernández Amy Bonner Takaki Kato |
| 7 août 2021 16 h 00 (UTC+09:00) | Rapport | Score par mi-temps : 40–43, 36–48                                          |                                     |                                                                                    |  | Saitama Super Arena, Tokyo Arbitres : Juan Fernández Amy Bonner Takaki Kato |
| 7 août 2021 16 h 00 (UTC+09:00) | Rapport | Yvonne Anderson, 24 Sonja Vasić, 8 Anderson, Brooks, 5 Yvonne Anderson, 25 | Points Rebonds Passes d. Évaluation | Gabby Williams, 17 Gabby Williams, 8 Gruda, Michel, Williams, 4 Gabby Williams, 26 |  | Saitama Super Arena, Tokyo Arbitres : Juan Fernández Amy Bonner Takaki Kato |

### Finale
| 8 août 2021 11 h 30 (UTC+09:00) | Rapport | États-Unis                                                                   | 90-75                               | Japon                                                             |  | Saitama Super Arena, Tokyo Arbitres : Manuel Mazzoni Andreia Silva Maripier Malo |
| 8 août 2021 11 h 30 (UTC+09:00) | Rapport | Score par quart-temps : 23–14, 27–25, 25–17, 15–19                           |                                     |                                                                   |  | Saitama Super Arena, Tokyo Arbitres : Manuel Mazzoni Andreia Silva Maripier Malo |
| 8 août 2021 11 h 30 (UTC+09:00) | Rapport | Score par mi-temps : 50–39, 40–36                                            |                                     |                                                                   |  | Saitama Super Arena, Tokyo Arbitres : Manuel Mazzoni Andreia Silva Maripier Malo |
| 8 août 2021 11 h 30 (UTC+09:00) | Rapport | Brittney Griner, 30 Breanna Stewart, 14 Diana Taurasi, 8 Brittney Griner, 36 | Points Rebonds Passes d. Évaluation | Maki Takada, 17 Monica Okoye, 8 Rui Machida, 6 Nako Motohashi, 17 |  | Saitama Super Arena, Tokyo Arbitres : Manuel Mazzoni Andreia Silva Maripier Malo |

## Statistiques et récompenses

### Statistiques

#### Sur l'ensemble du tournoi
| Nom             | Moyenne |
| --------------- | ------- |
| Emma Meesseman  | 27,3    |
| Astou Ndour     | 22,7    |
| A'ja Wilson     | 20,0    |
| Jazmon Gwathmey | 18,0    |
| Brittney Griner | 17,3    |

| Nom             | Moyenne |
| --------------- | ------- |
| Breanna Stewart | 11,3    |
| Park Ji-su      | 10,7    |
| Emma Meesseman  | 10,3    |
| Astou Ndour     | 10,0    |
| Laura Gil       | 9,3     |

| Nom             | Moyenne |
| --------------- | ------- |
| Rui Machida     | 10,8    |
| Cristina Ouviña | 7,7     |
| Julie Allemand  | 7,3     |
| Sue Bird        | 6,5     |
| Breanna Stewart | 5,5     |

| Nom               | Moyenne |
| ----------------- | ------- |
| Emma Meesseman    | 3,7     |
| Gabby Williams    | 3,5     |
| Ezinne Kalu       | 2,3     |
| Laura Gil         | 2,3     |
| Kyara Linskens    | 2,0     |
| Natalie Achonwa   | 2,0     |
| Kia Nurse         | 2,0     |
| Promise Amukamara | 2,0     |
| Allison Gibson    | 2,0     |

| Nom         | Moyenne |
| ----------- | ------- |
| Park Ji-su  | 3,3     |
| A'ja Wilson | 2,8     |
| Astou Ndour | 2,3     |
| Han Xu      | 2,0     |
| Laura Gil   | 1,7     |

| Nom             | Moyenne |
| --------------- | ------- |
| Emma Meesseman  | 36,7    |
| Astou Ndour     | 29,3    |
| A'ja Wilson     | 28,8    |
| Breanna Stewart | 23,8    |
| Li Yueru        | 21,0    |
| Brittney Griner | 21,0    |

### Récompenses
Déjà meilleure joueuse des finales WNBA 2020 et meilleure joueuse de la Finale à 4 de l’Euroligue 2020-2021, l’Américaine Breanna Stewart est désignée meilleure joueuse du tournoi olympique.
| Arrière               | Ailière         | Intérieures                               |
| --------------------- | --------------- | ----------------------------------------- |
| Rui Machida           | Breanna Stewart | Emma Meesseman Sandrine Gruda A’ja Wilson |
| MVP : Breanna Stewart |                 |                                           |

## Classement
| Rang | Équipe       | J | V | D | PP  | PC  | Diff | Gr | Statut                        |
| ---- | ------------ | - | - | - | --- | --- | ---- | -- | ----------------------------- |
| 1    | États-Unis   | 6 | 6 | 0 | 508 | 412 | +96  | B  | Vainqueur de la finale        |
| 2    | Japon        | 6 | 4 | 2 | 493 | 485 | +8   | B  | Perdant de la finale          |
| 3    | France       | 6 | 3 | 3 | 468 | 456 | +12  | B  | Vainqueur de la petite finale |
| 4    | Serbie       | 6 | 3 | 3 | 419 | 454 | –35  | A  | Perdant de la petite finale   |
| 5    | Chine        | 4 | 3 | 1 | 317 | 268 | +49  | C  | Éliminé en quart de finale    |
| 6    | Espagne      | 4 | 3 | 1 | 298 | 272 | +26  | A  | Éliminé en quart de finale    |
| 7    | Belgique     | 4 | 2 | 2 | 319 | 282 | +37  | C  | Éliminé en quart de finale    |
| 8    | Australie    | 4 | 1 | 3 | 319 | 285 | +34  | C  | Éliminé en quart de finale    |
| 9    | Canada       | 3 | 1 | 2 | 208 | 201 | +7   | A  | Moins bon 3e de groupe        |
| 10   | Corée du Sud | 3 | 0 | 3 | 183 | 212 | −29  | A  | 4e de groupe                  |
| 11   | Nigeria      | 3 | 0 | 3 | 217 | 270 | −53  | B  | 4e de groupe                  |
| 12   | Porto Rico   | 3 | 0 | 3 | 176 | 280 | −104 | C  | 4e de groupe                  |

## Couverture médiatique et affluence

### Couverture médiatique
La charte olympique stipule que « Le CIO prend toutes les mesures nécessaires afin d'assurer aux Jeux olympiques la couverture la plus complète par les différents moyens de communication et d'information ainsi que l'audience la plus large possible dans le monde ». De plus la retransmission des Jeux olympiques est le moteur principal du financement du Mouvement olympique et des Jeux olympiques, de la croissance de sa popularité mondiale, ainsi que de la représentation mondiale et de la promotion des Jeux olympiques et des valeurs olympiques.